# Polícrit de Mende
Polícrit de Mende (en llatí Polycritus, en grec Πολύκριτος) fou un metge grec de la cort del rei Artaxerxes II de Pèrsia Memnó, al segle iv aC.
Era nadiu de Mende a Macedònia i fill de Mendeu. L'esmenta Fabricius (Bibliotheca Grraeca vol. XIII. p. 376, ed. vet.).